# Esteban Gutiérrez (piloto)
Esteban Manuel Gutiérrez Gutiérrez (Monterrey, Nuevo León; 5 de agosto de 1991) es un piloto de automovilismo mexicano. Actualmente es embajador de la escudería Mercedes AMG Petronas F1 Team en Fórmula 1, así como piloto de reserva y desarrollo para Mercedes-Benz EQ Formula E Team en Fórmula E.
Debutó en Fórmula 1 como piloto oficial de Sauber F1 Team en 2013, donde también compitió en la temporada 2014. Una temporada más tarde se convirtió en el piloto de pruebas de Ferrari. En 2016 fue piloto titular de la escudería estadounidense Haas F1 Team.
Después de su etapa en Fórmula 1, Esteban corrió en la Fórmula E con Techeetah y en la IndyCar Series con Dale Coyne Racing.
Esteban es el hermano mayor del también piloto José Gutiérrez.

## Carrera

### Inicios
Gutiérrez empezó a correr los karts en 2004. Cuando tenía 13 años, participó en campeonatos como el Rotax Max Challenge, en él avanzó hasta la final mundial de 2005 en Malasia.
En 2006, Esteban ganó las 5 carreras en el Camkart Challenge México, y nuevamente corrió en el Mexican Rotax Max Challenge. También terminó cuarto en el Gran Nacional Mexicano en Zacatecas, México.
Tan sólo tres años después de adentrarse al mundo del deporte motor, Gutiérrez dejó México y partió a los Estados Unidos para dar el salto a los monoplazas con la intención de seguir desarrollándose, con el objetivo de llegar a la Fórmula 1.

### Fórmula BMW
Fue subcampeón de Fórmula BMW América con el Team Autotecnica en 2007 y se convirtió en el Novato del Año tras terminar en el segundo lugar general. La primera plaza la ocupó el piloto canadiense Daniel Morad con cuatro victorias, ocho podios y nueve pole positions. 
También disputó la final mundial de Fórmula BMW, terminando en el puesto 25.
Gutiérrez conquistó la Fórmula BMW Europa en 2008 con el equipo Joseph Kauffman Racing. Desde su debut se encargó de sorprender, subiendo al podio en 12 de las 16 carreras de la temporada, de los cuales siete fueron triunfos. Se convirtió en el primer campeón de esta categoría. 
En su última carrera en este campeonato disputada en la Ciudad de México, Gutiérrez consiguió la pole position y terminó tercero, siendo superado por el campeón de la Fórmula BMW América, Alexander Rossi. Mientras que Michael Christensen fue segundo.

### Fórmula 3 Euroseries
Disputó la Fórmula 3 Euroseries en 2009 con el equipo ART Grand Prix, teniendo de compañeros a Jules Bianchi y a Valtteri Bottas.
Terminó la temporada con 26 puntos en total. También compitió en dos rondas de la temporada de Fórmula 3 Británica, logrando un podio y la vuelta más rápida en el Autódromo Internacional do Algarve, compitiendo contra el eventual campeón Daniel Ricciardo.

### GP3 Series
En 2010, Gutiérrez se convirtió en el primer campeón de la nueva categoría GP3 Series a falta de dos carreras para el final de temporada, superando a pilotos como Josef Newgarden, Alexander Rossi y Robert Wickens.
Compitió con el equipo ART Grand Prix, en el que tenía de compañeros a Pedro Enrique y al estadounidense Rossi. Sorprendió desde el arranque de la temporada, ya que en la primera fecha de la campaña en el Circuito de Cataluña (España) subió al podio dos veces, obteniendo en ambas el tercer lugar. 
En todas las rondas excepto en Spa-Francorchamps consiguió al menos un podio, de los cuales cinco fueron victorias. Finalmente, Gutiérrez se coronó campeón en la primera temporada de la GP3 Series.

### GP2 Series
Su primer acercamiento a la GP2 Series fue en 2009, cuando fue invitado a hacer su primera prueba con el equipo ART Grand Prix en octubre. Realizó un segundo test al final de ese mismo año con Arden International.
Después de ganar la temporada inaugural de la GP3, el equipo Lotus ART de la GP2 lo firmó para la temporada 2011. Participó en las pruebas de final de año en Abu Dabi en noviembre.
Disputó su primera temporada completa en la GP2 Series en 2011. Sus primeros puntos llegaron en la cuarta fecha de la campaña en Valencia, al terminar la primera prueba en el séptimo lugar. En la segunda carrera de esta misma fecha obtuvo su primera victoria. Su segundo podio lo consiguió en Hungría tras terminar segundo. 
Finalizó la campaña de 2011 en el puesto 13, con una victoria y dos podios en total. Volvió a firmar para la temporada 2012 con Lotus ART, que más tarde pasó a ser Lotus GP.
Además, a principios de 2011 también compitió en la GP2 Asia Series junto a Jules Bianchi. Su mejor resultado en las cuatro carreras que se disputaron, fue un cuarto lugar, en el Autodromo Enzo e Dino Ferrari (Imola). 
Durante la temporada 2012 de GP2 Series, Gutiérrez concluyó en el tercer lugar del campeonato tras conseguir tres victorias y siete podios, superando a su compañero de equipo James Calado.
Esteban comenzó la campaña con un séptimo y segundo lugar respectivamente en las dos carreras de la primera fecha en Malasia, mientras que para la segunda ronda en Baréin sorprendió con un tercer y otro segundo puesto. No volvió al podio hasta la sexta fecha del campeonato en Valencia, en la que consiguió su primera victoria del año, tal y como sucedió la temporada anterior.

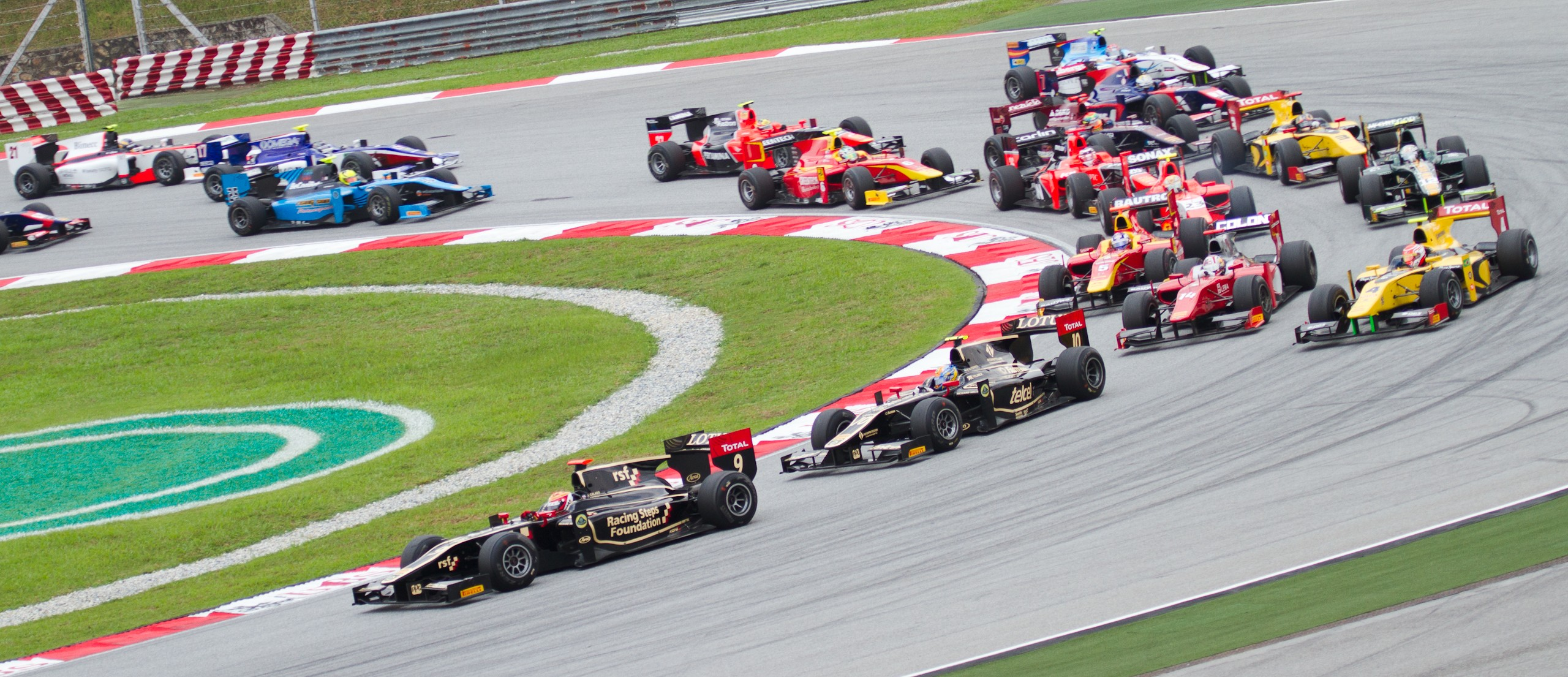
Gutiérrez detrás de su compañero James Calado en la primera curva de la carrera de GP2 de Malasia del 2012.

Silverstone fue otra importante ronda para Gutiérrez, puesto que terminó el fin de semana con un primer y cuarto lugar. El triunfo llegó después de lograr subir a la segunda fila de la parrilla de salida, puesto que varios pilotos sufrieron penalizaciones. Durante esa carrera, Gutiérrez fue el primero en entrar a boxes a cambiar neumáticos pasando del cuarto al duodécimo lugar. Se hizo con la segunda posición después de que el auto de seguridad apareció en pista y sus contrincantes se vieron obligados a hacer una parada en boxes. El líder de la carrera Fabio Leimer aún no había parado, por lo que cuando lo hizo le cedió el liderazgo al mexicano.
En Hungría dominó la segunda carrera de principio a fin para conseguir su tercer triunfo de la temporada. Partiendo desde la pole position, Gutiérrez consiguió ver la bandera de cuadros a la cabeza superando por 3.5 segundos a Nathanaël Berthon, y con 12 segundos sobre Luiz Razia. Este resultado lo ayudó a mantenerse en el tercer lugar del campeonato.
Bélgica terminó como su peor ronda de la temporada al terminar 11 y 13, lo que ocasionó que descendiera un puesto en el serial. En Monza consiguió un noveno lugar en la primera prueba, pero para la carrera de sprint tuvo su segundo retiro de la temporada al sufrir daños en el alerón delantero de su monoplaza, y poco más tarde encontrarse contra el muro tras intentar un adelantamiento a Giedo van der Garde.
En la ronda final en Singapur, Gutiérrez ya no podía pelear por el campeonato, pero aún podía alcanzar el tercer lugar. Se clasificó en tercer lugar en la parrilla y terminó la primera carrera en segundo lugar, además de marcar la vuelta más rápida. Gutiérrez concluyó la segunda prueba en el sexto lugar, y con este resultado selló el tercer lugar general en la temporada.
Cerró su participación en 2012 en la GP2 Series con 176 puntos, 3 victorias, 7 podios en total y 5 vueltas rápidas.
Esteban Gutiérrez obtuvo el primer trofeo del recién instituido premio Pirelli por la excelente gestión de los neumáticos. El reconocimiento fue entregado por el director de Carreras de Pirelli Mario Isola.

### Fórmula 1

#### Probador
Su primer acercamiento a la Fórmula 1 llegó en diciembre de 2009 cuando probó el BMW Sauber F1.09 en los test de jóvenes pilotos como parte de su premio por ganar el campeonato europeo de la Fórmula BMW. Terminó con el quinto mejor tiempo.
Tras coronarse en la GP3 Series, Esteban fue nombrado como el piloto oficial de pruebas y de reserva de Sauber para la temporada 2011. A finales de 2010 volvió a conducir uno de los monoplazas de esta escudería en los test para novatos en Abu Dabi, en el que marcó el cuarto mejor tiempo.
Estuvo cerca de debutar en la Fórmula 1 para Sauber en el Gran Premio de Canadá de 2011 puesto que el piloto mexicano Sergio Pérez todavía no se encontraba bien por el accidente que tuvo durante el Gran Premio de Mónaco. Sin embargo, debido a que necesitaban un piloto al final de la práctica libre dos y Esteban se encontraba en México en ese momento, no pudo ser él quien disputase la carrera. El equipo optó por darle el lugar a Pedro de la Rosa, a pesar de que Gutiérrez se preparó para competir.
Para 2012 debutó oficialmente en la Fórmula 1 al participar en los entrenamientos libres del GP de la India debido a un cuadro de gripe de Sergio Pérez, logrando el 20.º mejor tiempo.

#### Sauber (2013-2014)

##### 2013
El 23 de noviembre de 2012, Monisha Kaltenborn, directora del equipo Sauber, confirmó a Gutiérrez como piloto titular de la escudería para 2013. Su compañero de equipo sería Nico Hülkenberg, mientras que el neerlandés Robin Frijns fue confirmado como el piloto de pruebas.
En su debut, Esteban clasificó en el puesto 18 y concluyó 13° en el Gran Premio de Australia, además de finalizar como el mejor debutante.

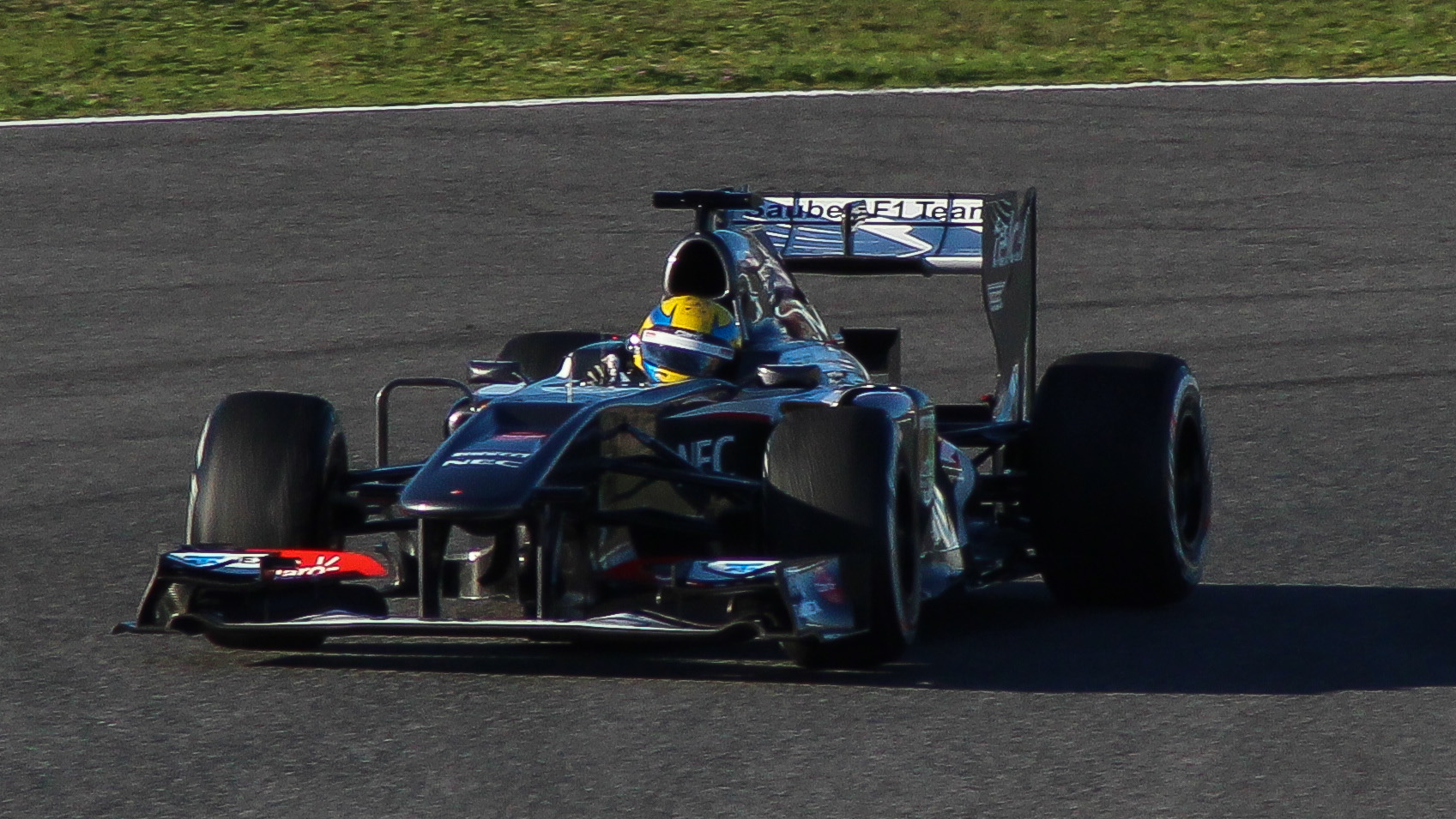
Gutiérrez en el Sauber C32 durante los test invernales en Jerez.

Para la segunda carrera del año en el GP de Malasia, Gutiérrez pasó por primera vez a la Q2 y calificó en la posición número 14. Esteban concluyó la prueba en 12° lugar, y aunque por momentos acarició el top diez, tuvo que parar a cambiar neumáticos a unas vueltas del final. Su carrera en China fue mucho más breve, ya que tuvo un accidente tras cuatro vueltas.
En la quinta carrera del año, el GP de España, celebrado en el Circuito de Barcelona-Cataluña, el originario de Monterrey, Nuevo León inició en el puesto 16 y concluyó en el undécimo lugar. Lideró las vueltas 11 y 12. Durante esa carrera cronometró la vuelta rápida de la carrera con un tiempo de 1:26.217 a un promedio de velocidad de 194.370 km/h (120.776 mph) convirtiéndose, hasta ese momento, en el segundo piloto más joven en la historia de la Fórmula 1 por detrás de Nico Rosberg en registrar una vuelta rápida.
En Singapur, el mexicano pasó por primera vez a la Q3, y en Corea terminó la carrera en 11.º lugar. Finalmente, en el GP de Japón, Esteban pasó a la Q2 y arrancó la prueba en el puesto 14.º, terminando en la 7.ª posición, remontando 7 lugares y defendiendo al final la posición contra Nico Rosberg, quien intentó por todos los medios rebasar al regiomontano durante las últimas 10 vueltas. Con esto Esteban sumó sus primeros seis puntos en la F1 y en ese momento fue el único debutante en hacerlo.
Gutiérrez concluyó su primer año en la F1 en 16° puesto del campeonato con los 6 puntos que consiguió en Japón, siendo nombrado el mejor debutante del año. El 20 de diciembre de 2013, Sauber confirmó que Esteban seguiría siendo uno de sus pilotos en 2014, esta vez teniendo de compañero a Adrian Sutil.

##### 2014

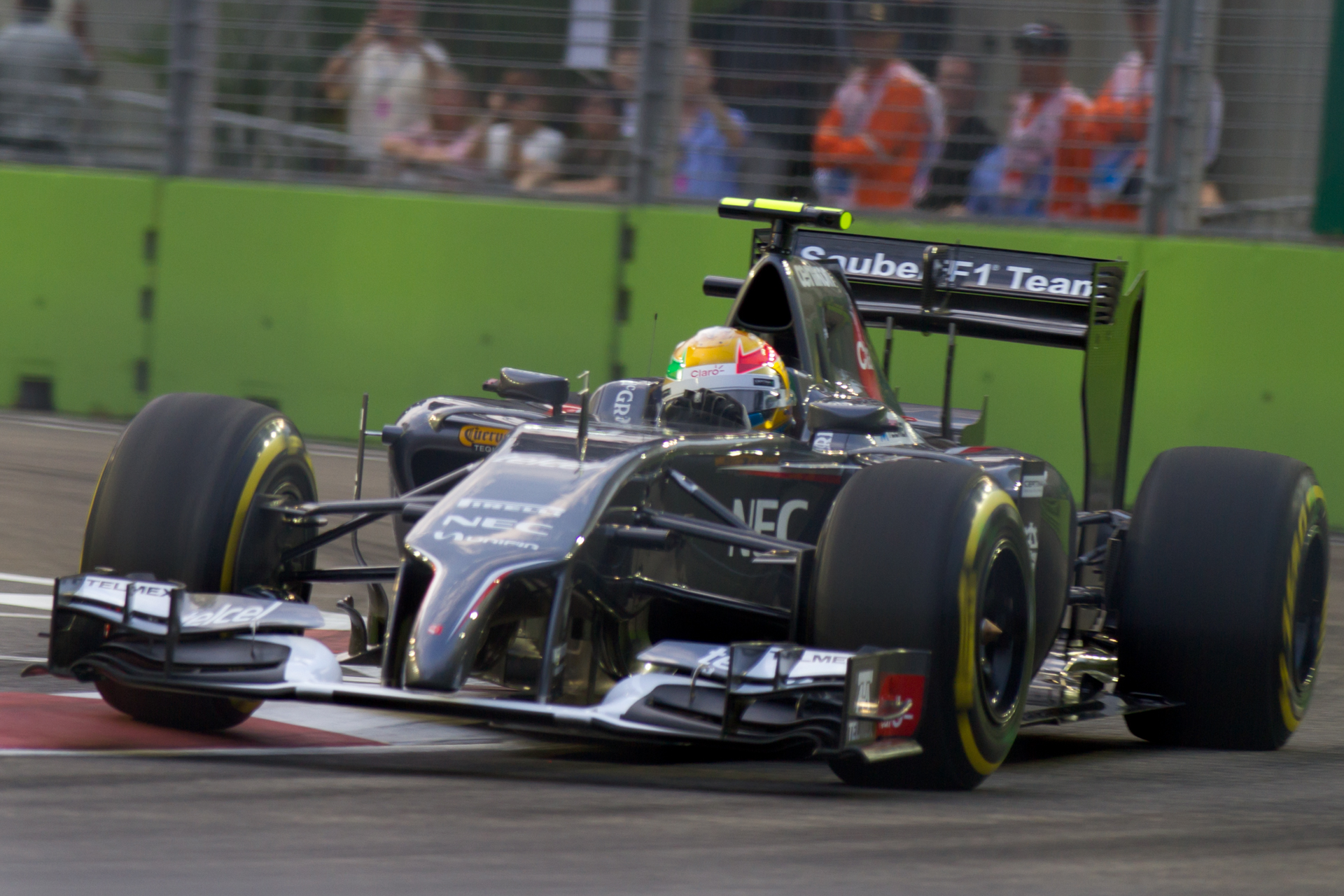
Gutiérrez durante el GP de Singapur de 2014.

Arrancó el año con un 12.º puesto en la primera carrera (Australia). Fue una temporada complicada, ya que el Sauber C33 era uno de los peores coches de la parrilla. En las dos siguientes pruebas sufrió dos abandonos por avería, y en Mónaco tuvo la oportunidad de puntuar, pero cometió un error al tocar las barreras y abandonó a falta de pocas vueltas.
Cerró el año sin sumar ningún punto, al igual que su compañero. El 6 de noviembre, Sauber anuncia a Felipe Nasr como compañero de equipo de Marcus Ericsson en 2015, prescindiendo de Gutiérrez.

#### Probador de Ferrari (2015)

##### 2015
El 15 de diciembre de 2014, Gutiérrez comenzó una nueva etapa en la Fórmula 1, ya que Ferrari lo anunció como su nuevo piloto de pruebas y reserva para 2015.

#### Haas (2016)

##### 2016

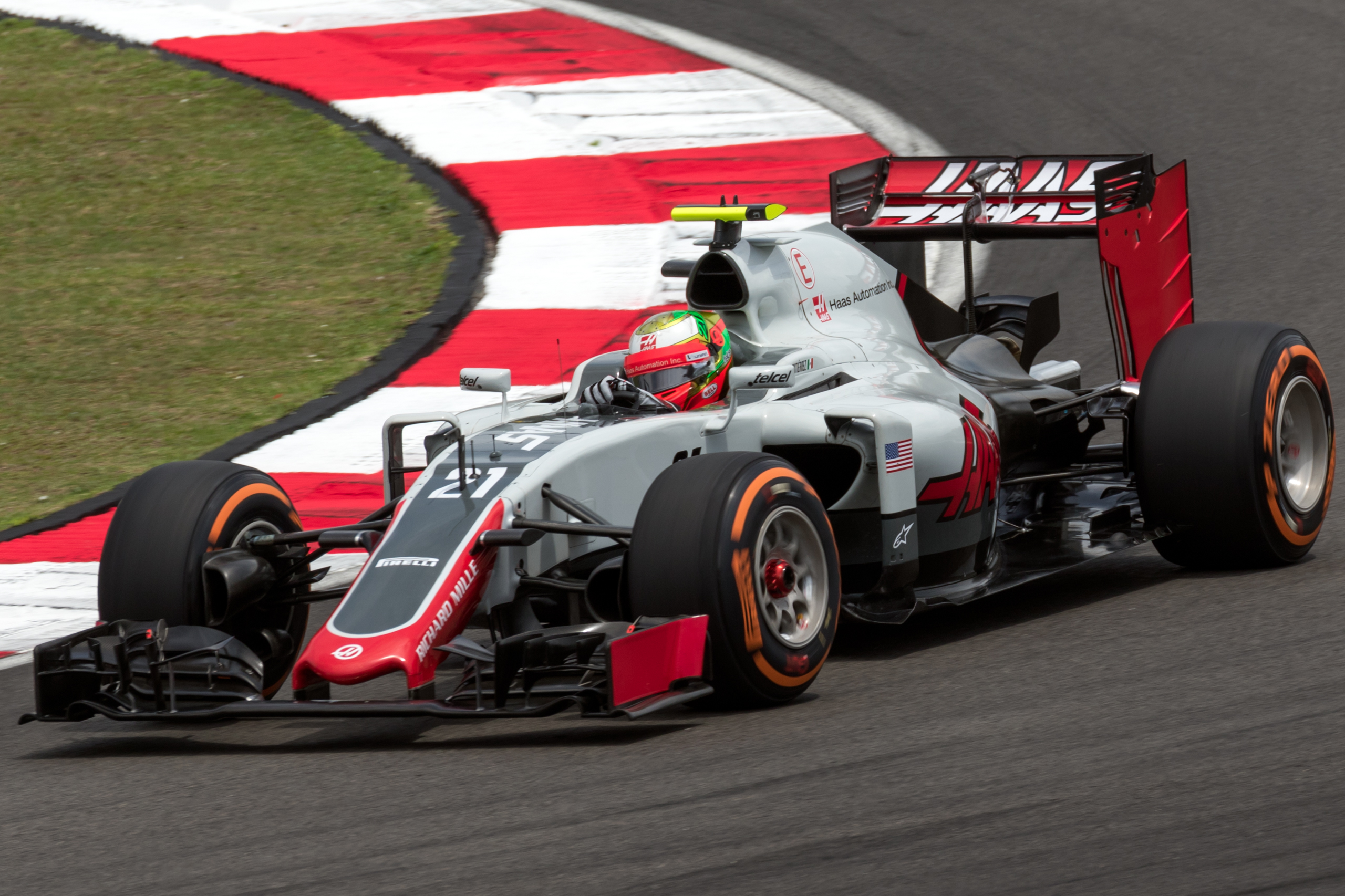
Gutiérrez en el Gran Premio de Malasia de 2016.

El 30 de octubre de 2015 durante el Gran Premio de México, se anunció que regresaría a las pistas como piloto de Haas para 2016 junto con el francés Romain Grosjean.
Pese a que el coche mostró un buen rendimiento en las dos primeras carreras, Gutiérrez no pudo terminarlas (accidente con Fernando Alonso y  problema mecánico respectivamente). 
Gutiérrez finalizó en el puesto 14 en el Gran Premio de China, superando a Nico Hülkenberg en las últimas vueltas. En el Gran Premio de España estaba en octavo lugar hasta que fue superado por Felipe Massa, Jenson Button y Daniil Kvyat al final de la prueba, dejándolo en la undécima posición. En Mónaco terminó también en el lugar 11, al igual que en Austria.
Esteban logró acabar en tres ocasiones en el undécimo lugar en la primera mitad de la temporada, mientras que en la segunda repitió otro puesto 11° en Singapur. En Japón, consiguió entrar en la Q3, aunque no lograría quedar en zona de puntos en la carrera. El regiomontano volvería a completar otra temporada sin ningún punto.
Previo al Gran Premio de Brasil, anunció por sus redes sociales que no continuaría con la escudería para la próxima temporada. Su mejor resultado con Haas fue el puesto 11 en cinco ocasiones. Kevin Magnussen fue confirmado como su reemplazo para 2017.

#### Probador y reserva de Mercedes-AMG Petronas (2018-)

##### 2018
En el Gran Premio de Gran Bretaña de 2018, Gutiérrez anunció que desde principios de año había estado trabajando como piloto de simulador del equipo Mercedes. Ese fin de semana tuvo la oportunidad de manejar el W07 de Nico Rosberg, que lo coronó campeón en 2016. El 30 de julio fue nombrado oficialmente como embajador del Gran Premio de México de 2018. Gutiérrez visita con frecuencia la fábrica del equipo para realizar trabajos de simulación en preparación para las carreras de Fórmula 1 y el desarrollo de su automóvil, apoyando a los pilotos de carreras Lewis Hamilton y Valtteri Bottas.

##### 2019
Previo al arranque de la temporada 2019 de Fórmula 1, Esteban anunció que sería oficialmente el piloto de desarrollo de la escudería Mercedes.

##### 2020
En 2020, con el aplazamiento y cancelación de carreras debido a la pandemia de COVID-19, Gutiérrez representó a Mercedes en el mundo virtual participando en varios eventos deportivos de alto perfil. En agosto de 2020 se descubrió que Gutiérrez había dejado de ser elegible para una súper licencia a principios de año luego de la introducción de nuevos requisitos para mantenerlos después de más de tres años, que Mercedes había pasado por alto y lo hizo inelegible para ser un piloto de reserva en la Fórmula 1.

##### 2021
En 2021, empezaría a trabajar para Mercedes como embajador de marca y negocios.

### Fórmula E

#### Techeetah (2016-2017)
Esteban dejó la Fórmula 1 para la temporada 2017 al no conseguir los resultados que esperaba. Sin embargo, nuevas oportunidades le llegaron de forma inmediata, puesto que a principios de 2017 recibió una invitación de la Fórmula E para participar junto al equipo Techeetah, sustituyendo a Ma Qing Hua y teniendo de compañero a Jean-Éric Vergne en el Eprix de la Ciudad de México. 
Motivado por representar a su país aceptó disputar esta carrera en el Autódromo Hermanos Rodríguez. Permaneció dos fechas más (Mónaco y París) y en total consiguió dos décimas posiciones.  

#### Probador de Mercedes-Benz EQ Fórmula E (2019–2022)
En noviembre de 2019, Esteban fue nombrado como piloto reserva y de desarrollo para el equipo Mercedes-Benz EQ Fórmula E Team para la Temporada 2019-20 de Fórmula E.

### IndyCar Series
El 1 de junio de 2017, se anunció que Gutiérrez se uniría a la IndyCar Series para el Gran Premio de Detroit, reemplazando al lesionado Sébastien Bourdais en Dale Coyne Racing. Gutiérrez a pesar de participar en siete carreras, no lograría sumar puntos, siendo su mejor resultado un décimo tercer lugar en el Iowa Speedway. Gutiérrez no siguió compitiendo en la IndyCar debido a la recuperación de Sébastien Bourdais, el cual volvió para disputar las últimas tres fechas de la temporada.

### WEC

Gutiérrez en las 24 Horas de Le Mans de 2022

Tras años sin correr en competencias oficiales, Gutiérrez sería oficializado como piloto del equipo Inter Europol Competition para disputar el Campeonato Mundial de Resistencia de la FIA de 2022 en la categoría LMP2. Debutaría con el equipo en las 6 Horas de Spa-Francorchamps, donde abandonaría la carrera debido a un accidente. Pero lograría  conseguir puntos en las siguientes dos rondas del campeonato, en las 24 Horas de Le Mans y las 6 Horas de Monza.

## Resumen de carrera
| Temporada | Categoría                                          | Equipo                    | Carreras          | Victorias         | Poles             | VR                | Podios            | Puntos            | Pos.              |
| --------- | -------------------------------------------------- | ------------------------- | ----------------- | ----------------- | ----------------- | ----------------- | ----------------- | ----------------- | ----------------- |
| 2007      | Fórmula BMW América                                | Team Autotecnica          | 14                | 4                 | 9                 | 2                 | 8                 | 436               | 2.º               |
| 2007      | Fórmula BMW World Final                            | Team Autotecnica          | 1                 | 0                 | 0                 | 0                 | 0                 | N/A               | 25.º              |
| 2007      | Fórmula BMW ADAC                                   | Esteban Gutiérrez         | 2                 | 0                 | 0                 | 1                 | 0                 | 46                | 26.º              |
| 2008      | Fórmula BMW Europa                                 | Josef Kaufmann Racing     | 16                | 7                 | 3                 | 8                 | 12                | 353               | 1.º               |
| 2008      | Fórmula BMW World Final                            | Josef Kaufmann Racing     | 1                 | 0                 | 1                 | 0                 | 1                 | N/A               | 3.º               |
| 2008      | Fórmula 3 Alemana                                  | Josef Kaufmann Racing     | 2                 | 0                 | 0                 | 0                 | 0                 | N/A               | NC†               |
| 2008      | Fórmula Master Internacional                       | Trident Racing            | 2                 | 0                 | 0                 | 0                 | 1                 | 8                 | 19.º              |
| 2009      | Fórmula 3 Euroseries                               | ART Grand Prix            | 20                | 0                 | 0                 | 0                 | 2                 | 26                | 9.º               |
| 2009      | Fórmula 3 Británica                                | ART Grand Prix            | 4                 | 0                 | 0                 | 1                 | 1                 | N/A               | NC†               |
| 2009      | Masters de Fórmula 3                               | ART Grand Prix            | 1                 | 0                 | 0                 | 0                 | 0                 | N/A               | 17.º              |
| 2010      | GP3 Series                                         | ART Grand Prix            | 16                | 5                 | 3                 | 7                 | 9                 | 88                | 1.º               |
| 2010      | Fórmula 3 Euroseries                               | ART Grand Prix            | 2                 | 0                 | 0                 | 0                 | 0                 | N/A               | NC†               |
| 2010      | Fórmula 3 Británica                                | ART Grand Prix            | 3                 | 0                 | 0                 | 0                 | 0                 | N/A               | NC†               |
| 2011      | GP2 Series                                         | Lotus ART                 | 18                | 1                 | 0                 | 1                 | 2                 | 15                | 13.º              |
| 2011      | GP2 Asia Series                                    | Lotus ART                 | 4                 | 0                 | 0                 | 0                 | 0                 | 3                 | 11.º              |
| 2011      | GP2 Series                                         | Lotus ART                 | 2                 | 0                 | 0                 | 0                 | 0                 | 2                 | 8.º               |
| 2011      | Fórmula 1                                          | Sauber F1 Team            | Piloto de pruebas | Piloto de pruebas | Piloto de pruebas | Piloto de pruebas | Piloto de pruebas | Piloto de pruebas | Piloto de pruebas |
| 2012      | GP2 Series                                         | Lotus GP                  | 24                | 3                 | 0                 | 5                 | 7                 | 176               | 3.º               |
| 2012      | Fórmula 1                                          | Sauber F1 Team            | Piloto de pruebas | Piloto de pruebas | Piloto de pruebas | Piloto de pruebas | Piloto de pruebas | Piloto de pruebas | Piloto de pruebas |
| 2013      | Fórmula 1                                          | Sauber F1 Team            | 19                | 0                 | 0                 | 1                 | 0                 | 6                 | 16.º              |
| 2014      | Fórmula 1                                          | Sauber F1 Team            | 19                | 0                 | 0                 | 0                 | 0                 | 0                 | 20.º              |
| 2015      | Fórmula 1                                          | Scuderia Ferrari          | Piloto de pruebas | Piloto de pruebas | Piloto de pruebas | Piloto de pruebas | Piloto de pruebas | Piloto de pruebas | Piloto de pruebas |
| 2016      | Fórmula 1                                          | Haas F1 Team              | 21                | 0                 | 0                 | 0                 | 0                 | 0                 | 22.º              |
| 2016-17   | Fórmula E                                          | Techeetah                 | 3                 | 0                 | 0                 | 0                 | 0                 | 5                 | 22.º              |
| 2017      | IndyCar Series                                     | Dale Coyne Racing         | 7                 | 0                 | 0                 | 0                 | 0                 | 91                | 25.º              |
| 2022      | Campeonato Mundial de Resistencia de la FIA - LMP2 | Inter Europol Competition | 6                 | 0                 | 0                 | 0                 | 0                 | 20                | 15.º              |
| 2022      | 24 Horas de Le Mans - LMP2                         | Inter Europol Competition | 1                 | 0                 | 0                 | 0                 | 0                 | N/A               | 13.º              |
| 2022      | Gran Premio Histórico de Mónaco - Serie D          | Team BRM                  | 1                 | 0                 | 0                 | 0                 | 0                 | N/A               | 13.º              |
| 2023      | IMSA SportsCar Championship - LMP2                 | CrowdStrike Racing by APR | 1                 | 0                 | 0                 | 0                 | 1                 | 0                 | NC                |
| 2023      | 24 Horas de Le Mans - Hypercar                     | Glickenhaus Racing        | 1                 | 0                 | 0                 | 0                 | 0                 | N/A               | 7.º               |

- † Como Gutiérrez fue un piloto invitado, no era apto para puntuar.

## Resultados

### Fórmula 3 Euroseries
(Clave) (negrita indica pole position) (cursiva indica vuelta rápida)

| Año  | Equipo         | Chasis           | Motor    | 1        | 2         | 3        | 4         | 5       | 6        | 7       | 8       | 9       | 10      | 11      | 12      | 13      | 14      | 15        | 16      | 17       | 18      | 19       | 20      | Pos. | Puntos |
| ---- | -------------- | ---------------- | -------- | -------- | --------- | -------- | --------- | ------- | -------- | ------- | ------- | ------- | ------- | ------- | ------- | ------- | ------- | --------- | ------- | -------- | ------- | -------- | ------- | ---- | ------ |
| 2009 | ART Grand Prix | Dallara F308/070 | Mercedes | HOC 1 16 | HOC 2 Ret | LAU 1 24 | LAU 2 11  | NOR 1 4 | NOR 2 12 | ZAN 1 5 | ZAN 2 7 | OSC 1 9 | OSC 2 9 | NÜR 1 3 | NÜR 2 6 | BRH 1 7 | BRH 2 5 | CAT 1 Ret | CAT 2 9 | DIJ 1 12 | DIJ 2 3 | HOC 1 11 | HOC 2 6 | 9.º  | 26     |
| 2010 | ART Grand Prix | Dallara F308/049 | Mercedes | LEC 1    | LEC 2     | HOC 1 6  | HOC 2 Ret | VAL 1   | VAL 2    | NOR 1   | NOR 2   | NÜR 1   | NÜR 2   | ZAN 1   | ZAN 2   | BRH 1   | BRH 2   | OSC 1     | OSC 2   | HOC 1    | HOC 2   |          |         | NC†  | 0      |

- † Gutiérrez fue piloto invitado, por lo tanto no fue apto para sumar puntos.

### GP3 Series
(Clave) (negrita indica pole position) (cursiva indica vuelta rápida puntuable)
| Año  | Escudería      | 1   | 1   | 2   | 2   | 3   | 3   | 4   | 4   | 5   | 5   | 6   | 6   | 7   | 7   | 8   | 8   | Pos. | Puntos | Ref.   |
| ---- | -------------- | --- | --- | --- | --- | --- | --- | --- | --- | --- | --- | --- | --- | --- | --- | --- | --- | ---- | ------ | ------ |
| 2010 | ART Grand Prix | BAR | BAR | EST | EST | VAL | VAL | SIL | SIL | HOC | HOC | BUD | BUD | SPA | SPA | MNZ | MNZ | 1.º  | 88     | [ 60 ] |
| 2010 | ART Grand Prix | 3   | 3   | 1   | 7   | 1   | 7   | 1   | 3   | 4   | 1   | 2   | 5   | 16  | 7   | 1   | Ret | 1.º  | 88     | [ 60 ] |

### GP2 Asia Series
(Clave) (negrita indica pole position) (cursiva indica vuelta rápida puntuable)

| Año  | Escudería | 1   | 1   | 2   | 2   | Pos. | Puntos | Ref.   |
| ---- | --------- | --- | --- | --- | --- | ---- | ------ | ------ |
| 2011 | Lotus ART | YMC | YMC | IMO | IMO | 11.º | 3      | [ 61 ] |
| 2011 | Lotus ART | Ret | 12  | 11  | 4   | 11.º | 3      | [ 61 ] |

### GP2 Series
(Clave) (negrita indica pole position) (cursiva indica vuelta rápida puntuable)

| Año  | Escudería | 1   | 1   | 2   | 2   | 3   | 3   | 4   | 4   | 5   | 5   | 6   | 6   | 7   | 7   | 8   | 8   | 9   | 9   | 10  | 10  | 11  | 11  | 12  | 12  | Pos. | Puntos | Ref.   |
| ---- | --------- | --- | --- | --- | --- | --- | --- | --- | --- | --- | --- | --- | --- | --- | --- | --- | --- | --- | --- | --- | --- | --- | --- | --- | --- | ---- | ------ | ------ |
| 2011 | Lotus ART | EST | EST | BAR | BAR | MON | MON | VAL | VAL | SIL | SIL | NÜR | NÜR | BUD | BUD | SPA | SPA | MNZ | MNZ |     |     |     |     |     |     | 13.º | 15     | [ 62 ] |
| 2011 | Lotus ART | Ret | 11  | Ret | 12  | 12  | DNS | 7   | 1   | 10  | 8   | 12  | Ret | Ret | 2   | 14  | 7   | 9   | 6   |     |     |     |     |     |     | 13.º | 15     | [ 62 ] |
| 2012 | Lotus GP  | KUA | KUA | SAK | SAK | SAK | SAK | BAR | BAR | MON | MON | VAL | VAL | SIL | SIL | HOC | HOC | BUD | BUD | SPA | SPA | MNZ | MNZ | SIN | SIN | 3.º  | 176    | [ 63 ] |
| 2012 | Lotus GP  | 7   | 2   | 3   | 2   | 10  | 4   | 10  | 7   | 23† | 8   | 1   | Ret | 1   | 4   | 10  | 5   | 8   | 1   | 11  | 13  | 9   | Ret | 2   | 6   | 3.º  | 176    | [ 63 ] |

### Fórmula 1
(Clave) (negrita indica pole position) (cursiva indica vuelta rápida)

| Año  | Escudería      | 1       | 2       | 3       | 4      | 5      | 6       | 7       | 8      | 9       | 10      | 11      | 12     | 13     | 14      | 15     | 16      | 17     | 18      | 19     | 20      | 21     | Pos. | Puntos |
| ---- | -------------- | ------- | ------- | ------- | ------ | ------ | ------- | ------- | ------ | ------- | ------- | ------- | ------ | ------ | ------- | ------ | ------- | ------ | ------- | ------ | ------- | ------ | ---- | ------ |
| 2012 | Sauber F1 Team | AUS     | MYS     | CHN     | BHR    | ESP    | MON     | CAN     | EUR    | GBR     | GER     | HUN     | BEL    | ITA    | SIN     | JPN    | RCO     | IND TD | ABU     | USA    | BRA     |        | -    | -      |
| 2013 | Sauber F1 Team | AUS 13  | MYS 12  | CHN Ret | BHR 18 | ESP 11 | MON 13  | CAN 20† | GBR 14 | GER 14  | HUN Ret | BEL 14  | ITA 13 | SIN 12 | RCO 11  | JPN 7  | IND 15  | ABU 13 | USA 14  | BRA 12 |         |        | 18.º | 6      |
| 2014 | Sauber F1 Team | AUS 12  | MYS Ret | BHR Ret | CHN 16 | ESP 16 | MON Ret | CAN 14† | AUT 19 | GBR Ret | GER 14  | HUN Ret | BEL 15 | ITA 20 | SIN Ret | JPN 13 | RUS 15  | USA 14 | BRA 14  | ABU 15 |         |        | 20.º | 0      |
| 2016 | Haas F1 Team   | AUS Ret | BHR Ret | CHN 14  | RUS 17 | ESP 11 | MON 11  | CAN 13  | EUR 16 | AUT 11  | GBR 16  | HUN 13  | GER 11 | BEL 12 | ITA 13  | SIN 11 | MAL Ret | JPN 20 | USA Ret | MEX 19 | BRA Ret | ABU 12 | 21.º | 0      |

### Fórmula E
(Clave) (negrita indica pole position) (cursiva indica vuelta rápida)

| Año     | Escudería | 1   | 2   | 3   | 4      | 5     | 6     | 7   | 8   | 9   | 10  | 11  | 12  | Pos. | Puntos |
| ------- | --------- | --- | --- | --- | ------ | ----- | ----- | --- | --- | --- | --- | --- | --- | ---- | ------ |
| 2016-17 | Techeetah | HKG | MAR | BUE | MEX 10 | MON 8 | PAR 7 | BER | BER | NYC | NYC | MTR | MTR | 18.º | 11     |

### IndyCar Series
(Clave) (negrita indica pole position) (cursiva indica vuelta rápida)

| Año  | Equipo            | 1   | 2   | 3   | 4   | 5   | 6    | 7       | 8       | 9   | 10     | 11     | 12     | 13     | 14     | 15  | 16  | 17  | Pos. | Puntos |
| ---- | ----------------- | --- | --- | --- | --- | --- | ---- | ------- | ------- | --- | ------ | ------ | ------ | ------ | ------ | --- | --- | --- | ---- | ------ |
| 2017 | Dale Coyne Racing | STP | LBH | ALA | PHO | IGP | INDY | DET1 19 | DET2 14 | TXS | ROA 17 | IOW 13 | TOR 14 | MDO 20 | POC 22 | GAT | WGL | SNM | 25.º | 91     |

### 24 Horas de Le Mans
| Año     | Equipo                    | Copilotos                         | Automóvil               | Clase    | Vueltas | Pos. | Pos. Clase |
| ------- | ------------------------- | --------------------------------- | ----------------------- | -------- | ------- | ---- | ---------- |
| 2022    | Inter Europol Competition | Alex Brundle Jakub Śmiechowski    | Oreca 07-Gibson         | LMP2     | 365     | 17.º | 13.º       |
| 2023    | Glickenhaus Racing        | Nathanaël Berthon Franck Mailleux | Glickenhaus SCG 007 LMH | Hypercar | 333     | 7.º  | 7.º        |
| Fuente: |                           |                                   |                         |          |         |      |            |

### Campeonato Mundial de Resistencia de la FIA
(Clave) (negrita indica pole position) (cursiva indica vuelta rápida)

| Año     | Escudería                 | Clase | Automóvil | 1   | 2   | 3   | 4   | 5   | 6   | Pos. | Puntos |
| ------- | ------------------------- | ----- | --------- | --- | --- | --- | --- | --- | --- | ---- | ------ |
| 2022    | Inter Europol Competition | LMP2  | Oreca 07  | SEB | SPA | LMS | MNZ | FUJ | BHR | 15.º | 20     |
| 2022    | Inter Europol Competition | LMP2  | Oreca 07  | 14  | Ret | 8   | 4   | 11  | NC  | 15.º | 20     |
| Fuente: |                           |       |           |     |     |     |     |     |     |      |        |